# Pinta (Galápagos)
Pinta, englisch Abingdon Island, ist eine der Galápagos-Inseln. Sie wurde nach der Pinta, einem der Schiffe von Kolumbus, benannt und hat eine Fläche von etwa 59 km². Der höchste Punkt der Insel ist etwa 777 Meter über dem Meeresspiegel gelegen.
Auf der Insel lebte Lonesome George, die bekannteste Landschildkröte der Galapagos-Inseln, bis sie auf die Charles-Darwin-Station auf Santa Cruz umgesiedelt wurde. Dort starb Lonesome George 2012 als letzte Schildkröte der Unterart Chelonoidis nigra abingdoni im Alter von etwa 100 Jahren.
Pinta ist die nördlichste der aktiven Vulkaninseln von Galapagos, es handelt sich um einen Schildvulkan. Auf ihr leben unter anderem Gabelschwanzmöwen, Meerechsen und Galápagos-Seebären.